# Тургай (Оренбургская область)
Тургай — посёлок в Северном районе Оренбургской области России. Административный центр Бакаевского сельсовета.

## География
Посёлок находится в северо-западной части Оренбургской области, в пределах Бугульминско-Белебеевской возвышенности, в степной зоне, к северу от автотрассы М5, на расстоянии примерно 4 километров (по прямой) к западу от села Северного, административного центра района. Абсолютная высота — 144 метра над уровнем моря.
Климат
Климат характеризуется как континентальный с продолжительной морозной зимой, тёплым летом и относительно короткими весной и осенью. Продолжительность безморозного периода составляет 115—125 дней. Среднегодовое количество атмосферных осадков превышает 400 мм.
Часовой пояс
Посёлок Тургай, как и вся Оренбургская область, находится в часовой зоне МСК+2. Смещение применяемого времени относительно UTC составляет +5:00.

## Население
| 2010 |
| ---- |
| 189  |

Половой состав
По данным Всероссийской переписи населения 2010 года в половой структуре населения мужчины составляли 47,6 %, женщины — соответственно 52,4 %.
Национальный состав
Согласно результатам переписи 2002 года, в национальной структуре населения татары составляла 98 % из 211 чел.